# Sint-Donaaskathedraal

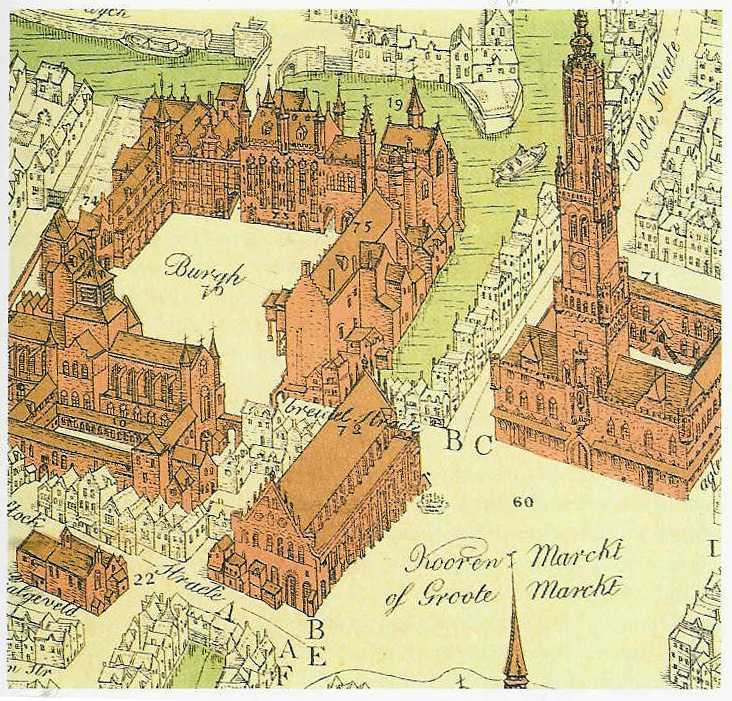
Sint-Donaaskathedraal in Brügge (links) im Stadtplan von Marcus Gerards dem Älteren aus dem Jahr 1562

Die Sint-Donaaskathedraal in der belgischen Stadt Brügge wurde im 10. und 13. Jahrhundert gebaut. 1799 wurde sie im Zusammenhang mit der Auflösung des Bistums Brügge während der Französischen Revolution zerstört. Heute ist sie oberirdisch vollständig abgetragen.

## Geschichte
Im 10. Jahrhundert ließ Graf Arnulf I. von Flandern die alte feudale Burg in Brügge von Grund auf umbauen; die Burg wurde vergrößert, mit einer hohen Steinmauer umgeben und um eine Kirche ergänzt. Die Stelle ist heute noch als „Burg“ bekannt, es ist der Ort in Brügge, an dem im 9. Jahrhundert Graf Balduin I. von Flandern wohnte. Die Kirche sollte die Reliquien des heiligen Donatian von Reims aufnehmen, die um 870 von Mönchen aus Torhout nach Brügge gebracht worden waren.
Die Kirche übernahm den oktogonalen Grundriss des Aachener Doms, wodurch Arnulf sich als einer der mächtigsten Fürsten in diesem Teil Europas darstellte und daran erinnerte, dass er in weiblicher Linie von Karl dem Großen abstammte. Hinzu kamen ein Turm und ein 16-eckiger Chorumgang. Die Kirche schloss den Burgplatz an seiner Nordseite ab.
Nachdem die Kirche 1184 durch ein Feuer zerstört worden war, wurde sie durch einen romanischen Neubau ersetzt, der zum Ende des Mittelalters im gotischen Stil umgebaut wurde. 1559 wurde das Bistum Brügge gegründet und die Kirche zur Kathedrale erhoben. Zu dieser Zeit wurde eine Reliquie des heiligen Georg in der Kathedrale aufbewahrt.

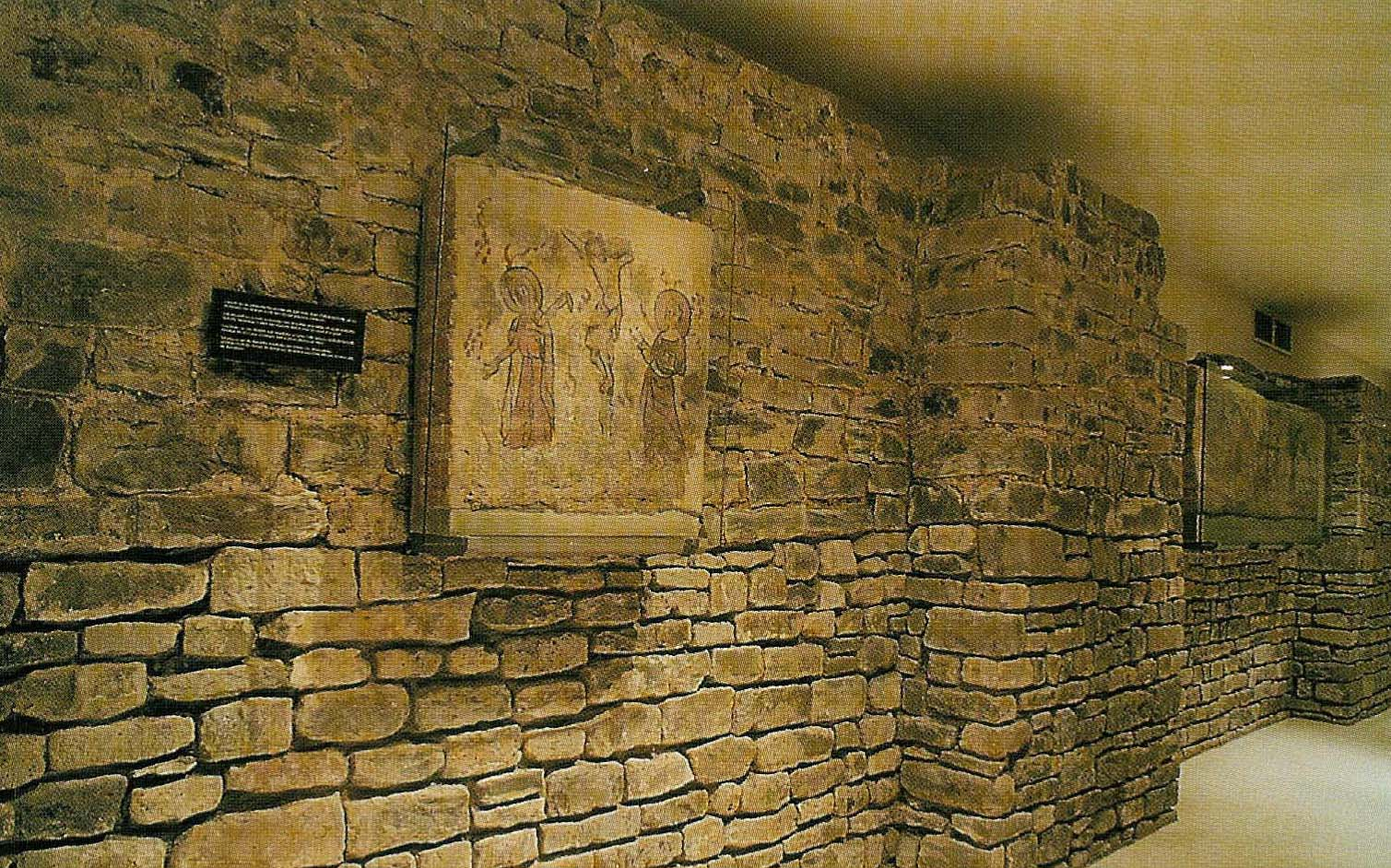
Die Fundamente unter dem Hotel Crowne Plaza Brugge

Während der Französischen Revolution wurde die Kathedrale als Nationalgut verkauft, die in der Kirche enthaltenen Kunstwerke wurden verteilt, die Kathedrale selbst in den Jahren 1799 bis 1800 abgerissen. 1834 wurde das Bistum Brügge von Papst Gregor XVI. neu gegründet und hierzu die Pfarrkirche Sint-Salvator zur neuen Kathedrale erhoben.
Heute erinnern nur noch eine Platte aus blauem Stein sowie der im Straßenpflaster eingelassene Grundriss des karolingischen Baus an die Kirche. Die 1955 wiederentdeckten Fundamente des Chors der romanischen Kirche vom Ende des 12. Jahrhunderts befinden sich im Untergeschoss des Hotels „Crowne Plaza Brugge“ und können besichtigt werden.

## Ereignisse
- Am 2. März 1127 wurde Graf Karl I. von Flandern in Sint-Donaas ermordet.
- Am 30. November 1432 fand hier das zweite Kapitel des Orden vom Goldenen Vlies statt.

## Bestattungen
- Margarete I. von Flandern († 1194)
- Ludwig I. von Flandern (X 1346)
- Jean de Villiers de L’Isle-Adam († 1437)
- Jan van Eyck († 1441)
- Juan Luis Vives († 1540)

Die Kathedrale war zudem Grabkirche für die Bischöfe von Brügge.

## Kunstwerke

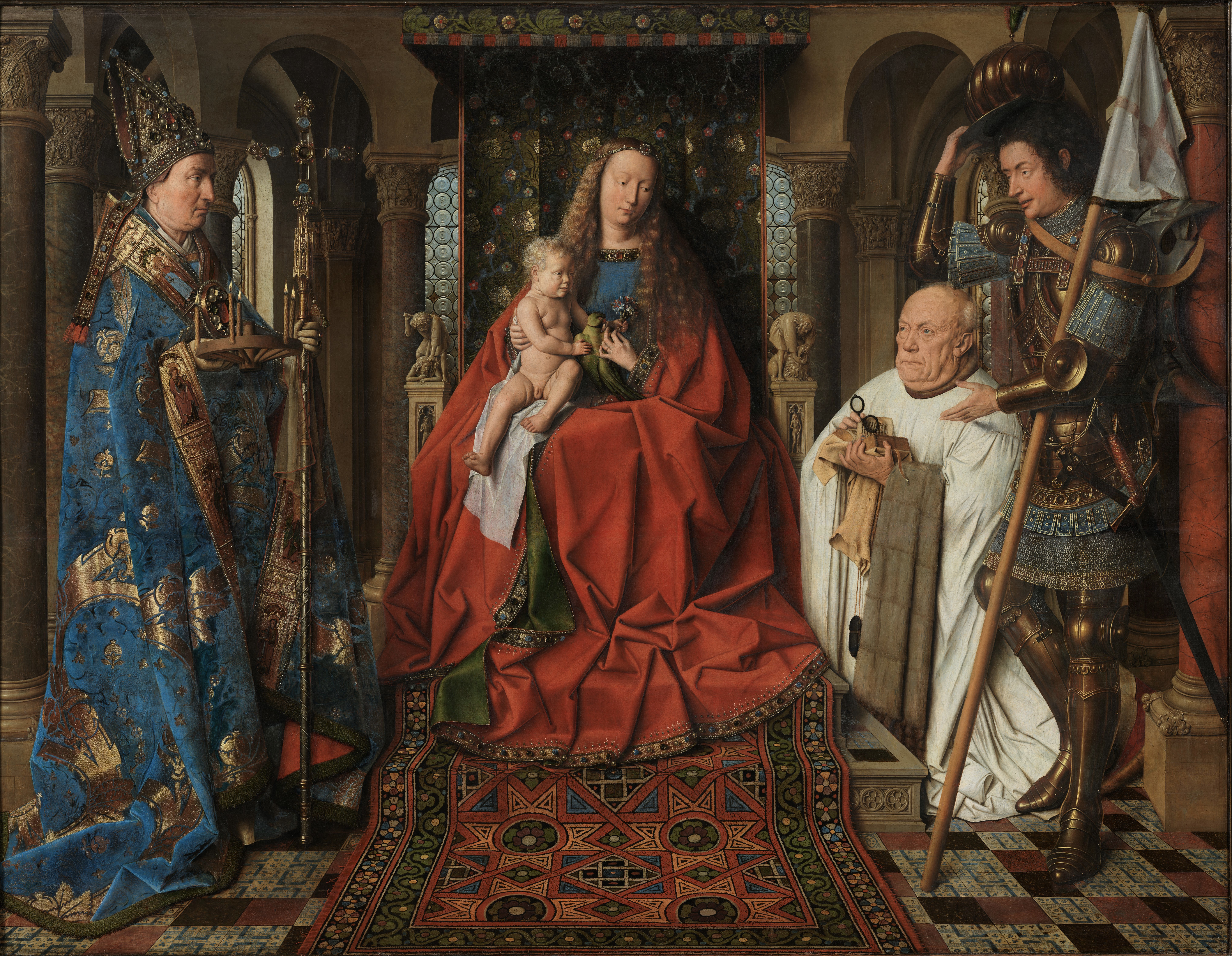
Jan van Eycks van-der-Paele-Madonna

Im Groeningemuseum in Brügge befinden sich aus der Kathedrale:
- Jan van Eycks „Madonna met kanunnik Joris van der Paele“ aus dem Jahr 1436.
- „La Vierge à l'Enfant avec sainte Catherine et sainte Barbe“ des Maître du Saint-Sang aus der Zeit um 1520/25